# 麴稜
麴稜（6世纪—621年），隋朝、唐朝东莱郡（今山东省莱州市）人。
麴稜年轻时熟读经史，为人至孝。隋朝末年担任信都郡（今河北省冀州市）郡丞。唐高祖武德元年（618年）六月廿三日，麴稜投降唐朝，唐高祖任命他为冀州刺史。这时，窦建德攻取河北州县。十一月，易州、定州等州都投降了窦建德，只有冀州刺史麴稜未降。麴稜的女婿崔履行是崔暹的孙子，自称有奇术，可以让进攻的人自己失败，麴稜相信。崔履行命守城的人都坐下，不得随意作战，说：“贼人即使登上城墙，也不用怕，我能让贼人自己绑起来。”搭了土坛。晚上，设符祈祷，穿着丧服，柱着竹竿登上北楼大声嚎哭；派妇女爬上屋子向四面抖裙子。窦建德攻城很急，麴稜将要迎战，被崔履行坚决阻止。冀州城池陷落，崔履行还是哭个不停。窦建德见了麴稜说：“你竭诚坚守，是真忠臣！”好言相劝，以礼相待，非常尊重他，任命他为夏国的内史令。武德四年（621年），唐朝秦王李世民在虎牢之战俘虏窦建德後，麴稜再次归唐，随后刘黑闼反唐，十二月初三攻下冀州，杀死麴稜。